# エブリデイ (2018年の映画)
『エブリデイ』（原題：Every Day）は、2018年にアメリカ合衆国で公開された恋愛映画である。監督はマイケル・スーシー、主演はアンガーリー・ライスが務めた。本作はデイヴィッド・レヴィサンが2012年に上梓した小説『エヴリデイ』を原作としている。本作は日本国内で劇場公開されなかったが、Amazonビデオでの配信が行われている。

## ストーリー
ティーンエイジャーに憑依する霊体Aは毎日取り憑く人間を変えていた。ある日、Aはジャスティンに憑依し、そのまま高校に登校した。高校でガールフレンドのリアノンから学校をサボろうと言われ、Aはその誘いに乗ってデートに出かけた。家庭生活が破綻しているリアノンにとって、ジャスティンの存在は唯一の癒やしであったが、無頓着な性格が玉に瑕であった。しかし、ジャスティンに憑依したAは情愛豊かな男性に変貌を遂げていた。それが本当のジャスティンではないことを知らぬまま、リアノンは彼への愛情を深めていくのだった。一方のAもリアノンに惹かれていく自分に気が付いていた。翌日、リアノンはジャスティンが元のずぼらな性格に戻っていることに失望したが、彼は「昨日何があったのか全く覚えていない」と釈明した。その頃、Aはエイミーの体に憑依しており、交換学生のふりをしてリアノンに接近した。
翌日、Aは敬虔なカトリック信者であるネイサンに憑依し、リアノンが参加するダンスパーティーに参加した。Aはリアノンと踊ることができたが、その場の勢いで口説いてしまった。その様子を見たジャスティンは激怒し、Aを追い払らった。数日後、Aは手紙でリアノンを呼び出した。リアノンはネイサンに呼び出されたものと思い込んでいたが、待ち合わせ場所にいたのはメーガンであった。メーガンの口を通して今までの自分の言動を説明した上で、Aは自分がリアノンに惹かれていることを打ち明けた。不愉快に思ったリアノンだったが、取り敢えずはAとの交流を続けることにした。Aは誰に憑依してもリアノンとコンタクトが取れるように、自分のInstagramのアカウントを彼女に教えた。その後、リアノンはネイサンから「僕は悪魔に取り憑かれたに違いない」と言われ、Aの存在が虚偽や妄想の類いではないと確信するのだった。毎日違う人物になって自分の前に現れるAに違和感を覚えつつも、リアノンはAとの交流を深めていった。Aは「重要なのは肉体じゃないんだ。魂なんだ。」と力説したが、肉体を離脱できないリアノンにはどうにも飲み込めなかった。
やがて、Aがリアノンの体に憑依する日がやって来た。

## キャスト

### Aに憑依される人々
- アンガーリー・ライス - リアノン
- ジャスティス・スミス - ジャスティン
- ジェニー・ロス - エイミー
- ルーカス・ジェイド・ズマン - ネイサン
- ローリー・マクドナルド - デイヴィッド
- ケイティ・ダグラス - メーガン
- ジェイコブ・バタロン - ジェームズ
- イアン・アレキサンダー  - ヴィク
- ショーン・ジョーンズ - ジョージ
- コリン・フォード - グザヴィエ
- ジェイク・シム - マイケル
- ニコール・ロー - ケルシー
- カリーナ・エヴァンズ - ハンナ
- オーウェン・ティーグ - アレキサンダー
- ハンナ・リチャードソン - ケイティ

### その他
- マリア・ベロ - リンゼイ
- マイケル・クラム - ニック
- デビー・ライアン - ジョリーン
- アマンダ・アーキュリ - レベッカ

## 製作
2017年6月、メトロ・ゴールドウィン・メイヤー（MGM）がデイヴィッド・レヴィサンの小説『Every Day』の映画化権を獲得し、アンガーリー・ライスを主演に起用すると発表した。7月中には主要キャストが発表された。
本作の主要撮影は2017年7月6日にトロントで始まり、同年8月12日に終了した。

## 公開
2017年9月、オライオン・ピクチャーズはMGMから本作の全米配給権を獲得し、2018年2月2日に全米公開すると発表したが、10月31日には本作の全米公開日が2018年4月27日に延期されるとの報道があった。12月6日、本作の全米公開日が2018年2月23日に前倒しされると報じられた。
製作サイドは本作の宣伝費用として1000万ドル前後を拠出したと報じられている。

## 興行収入
本作は『アナイアレイション -全滅領域-』及び『ゲーム・ナイト』と同じ週に封切られ、公開初週末に280万ドル前後を稼ぎ出すと予想されていたが、この予想は的中した。2018年2月23日、本作は全米1667館で封切られ、公開初週末に301万ドルを稼ぎ出し、週末興行収入ランキング初登場9位となった。

## 評価
映画批評集積サイトのRotten Tomatoesには22件のレビューがあり、批評家支持率は55%、平均点は10点満点で5.8点となっている。サイト側による批評家の見解の要約は「『エブリデイ』は浅い語り口のせいで形而上学的な題材を無駄にしている。しかし、若手の俳優たちはティーンの恋愛映画という型にはまった同作に新鮮味を吹き込んでいる。」となっている。また、Metacriticには10件のレビューがあり、加重平均値は53/100となっている。なお、本作のCinemaScoreはB+となっている。